# Savigny-sur-Seille
Savigny-sur-Seille là một xã thuộc tỉnh Saône-et-Loire trong vùng Bourgogne-Franche-Comté miền đông nước Pháp.